# Langerina
La langerina, (en anglès: CD207, langerin (Cluster of Differentiation 207) és una proteïna que en els humans està codificada pel gen CD207. La langerina és una lectina que depèn del calci i s'uneix específicament a la manosa. La langerina és un receptor de transmembrana del tipus II, receptor lectina C (C-type lectin) sobre les cèl·lules de Langerhans.

## Funció
Les cèl·lules de Langerhans són cèl·lules dendrítiques immadures de l'epidermis de la pell i de la mucosa. La langerina és suficient per a formar els Orgànuls de Birbeck presents al citoplasma de les cèl·lules de Langerhans i consten de membranes. Proporcionen accés a una via no clàssica de processament d'antígens.
L'any 2007, científics de la Universitat Vrije d'Amsterdam van descobrir que la langerina evitava la transmissió del virus VIH de la sida